# ミス・アメリカ

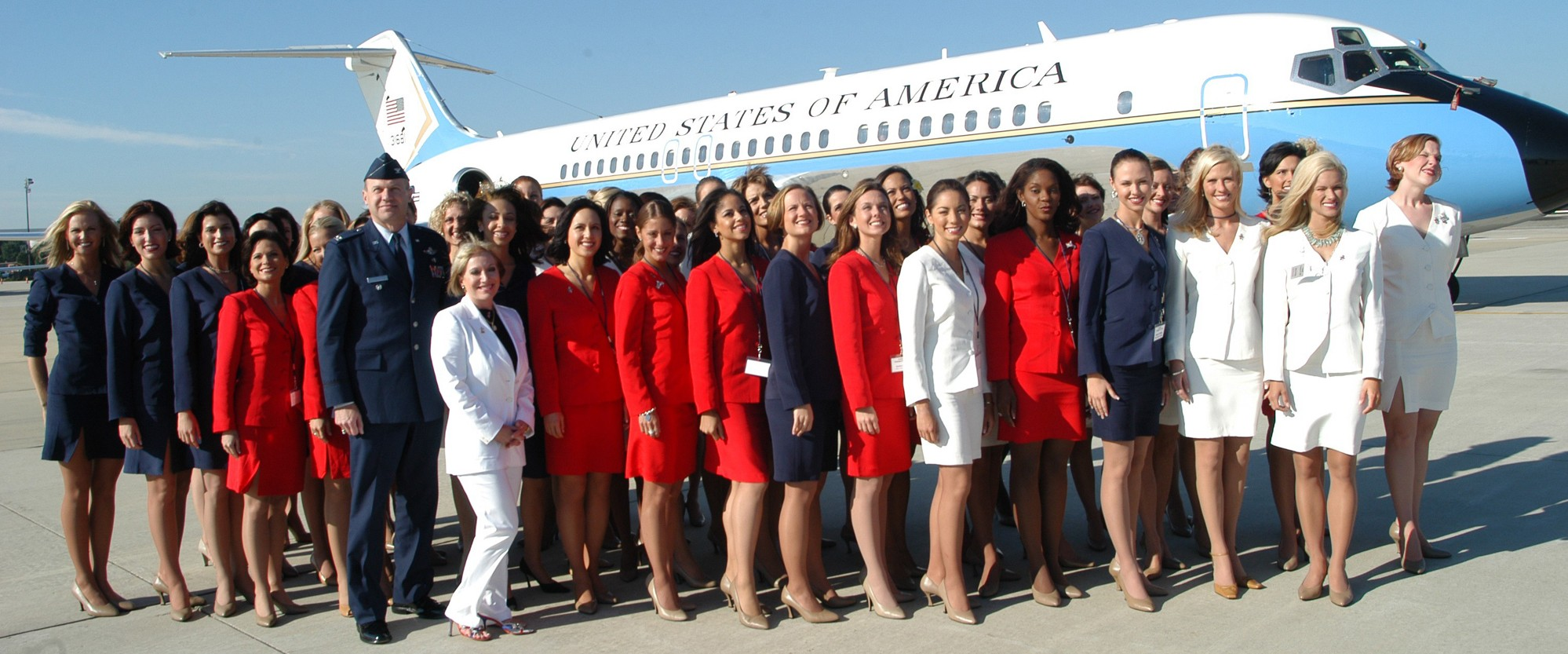
アンドルーズ空軍基地にて（2003年）

ミス・アメリカ（Miss America）は1921年に始まった、アメリカ合衆国を代表するミス・コンテスト。

## 歴史

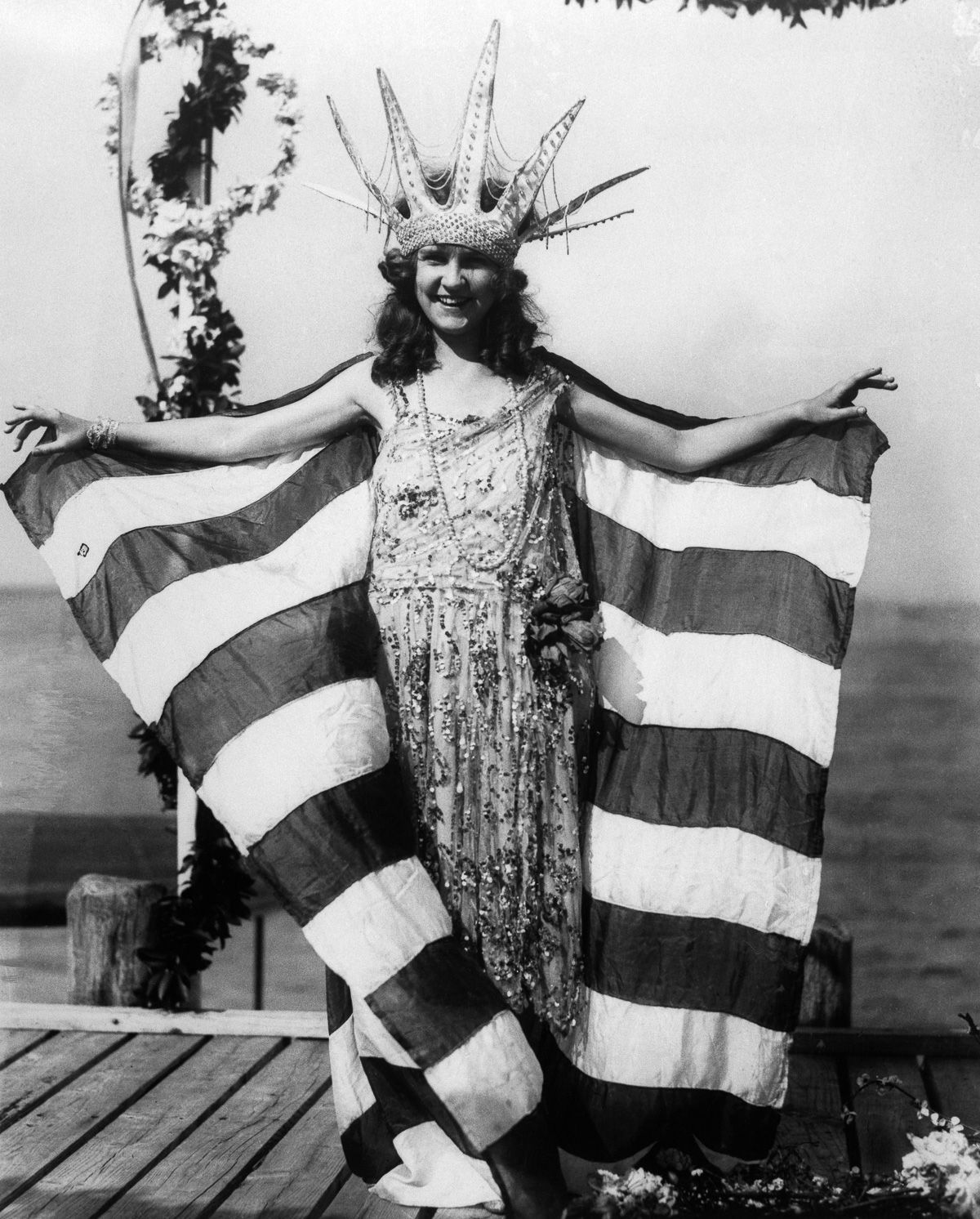
初代ミス・アメリカ、マーガレット・ゴーマン

1921年9月7日に第1回大会がニュージャージー州アトランティックシティで行われ、中止された年は少なく、戦争中も開催されていた。1954年からテレビ中継が始まり、全米ネットで放送される。特に、1979年までの25年間、バート・パークスが名司会者として話題を集めた。なお、バートは1990年（実質1991年大会）の70周年記念大会にゲストとして特別出演した。会場であったボードウォーク・ホールの横にはバートの銅像がある。1980年代にはゲイリー・コリンズ、1990年代にはレギス・フィルビンとキャシー・リー・ギフォード、2000年代後半にはマリオ・ロペスが司会を務めた。
1984年大会には、ヴァネッサ・ウィリアムスが優勝し、黒人初のミス・アメリカが誕生した。しかし、ペントハウス誌に掲載された彼女の写真をめぐるスキャンダルにより、ヴァネッサ自らがタイトルの返上を申し出たが、彼女の承諾なき不当な掲載であったことが確認されたためタイトルホルダーとして認められている。そうした経緯で、第2位のシュゼット・チャールズもミス・アメリカとして認められている。（詳細は、「ヴァネッサ・ウィリアムス」を参照）
2001年大会にはハワイ州代表のフィリピン系アメリカ人のアンジェラ・ペレス・バラキオが優勝し、初のアジア系のミス・アメリカとなった。
2002年大会（2001年9月）は開催直前にアメリカ同時多発テロ事件が発生。大会も他イベントの自粛ムードで危ぶまれていたが、予定通り開催された。
しかしABCは2005年大会をもって中継契約を打ち切り。2006年から開催都市をネバダ州ラスベガス（プラネット・ハリウッド）に移し、テレビ中継もカントリー・ミュージック・テレビジョンに変更されたが、2007年大会をもって放送契約を打ち切り。2008年から2010年まではTLCで放送された。2011年から3年間はABCで放送され、2014年大会（2013年9月）は再びアトランティックシティで開催された。
その2014年大会にはニューヨーク州代表のインド系アメリカ人のニーナ・ダヴルリが優勝し、アジア系アメリカ人としては2人目のミス・アメリカとなった（次点もカリフォルニア州代表の中国系のクリスタル・リー）。しかし、ネット上などではダヴルリをアラブ系、あるいはイスラム教徒と思い込んだ人々からの中傷が相次ぐ事態となり、その一方で、人種差別的なコメントをする人々への非難も起こるなど、単なるミスコンテストを超えた社会問題となった。2018年1月、ミス・アメリカ機構会長に1989年大会優勝のグレッチェン・カールソン(FOXニュースの元ニュースキャスター)が就任。さらに6月、水着・イブニングガウン審査を廃止すると発表した。2020年大会（2019年12月）は舞台をコネチカット州のモヒガン・サンで開催が決定し、同時に1996年大会以来となるNBCで放映が決定した。
2020年は新型コロナウイルス感染拡大で2021年に100周年記念大会として延期される。そのため、ミス・アメリカ2019は2020年12月の任期切れを迎えても1年延長されることが発表された。2022大会はPeacock独占放送となった。2024大会はフロリダ州オーランドのウォルト・ディズニーシアターで開催予定。
ミス・アメリカのテーマ曲は1954年から「There She Is」で、開催地がラスベガスに移ってからは歌詞の前半部分がなくなった。
最多優勝回数はカリフォルニア州、オハイオ州、オクラホマ州の各6回ずつ。

## 大会方式
大会が17歳から24歳の米国籍を有する未婚女性が参加し、各州代表の地区予選、ミス･アメリカ各州代表大会を勝ち抜き、ミス･アメリカの舞台に立つ。全米50州に、コロンビア特別区、アメリカ領ヴァージン諸島の代表52名が参加する。大会は水着、イブニングドレス、タレント、インタビュー審査を経て、優勝者を決める。各予備コンテストの入賞者には奨学金が授与される。またコンテストの優勝者には奨学金50,000ドルが、第2位には25,000ドル、第3位には20,000ドルが贈られる。ただし100周年大会の2022大会の優勝者には10万ドルの奨学金が授与された。

## 歴代のミス・アメリカ

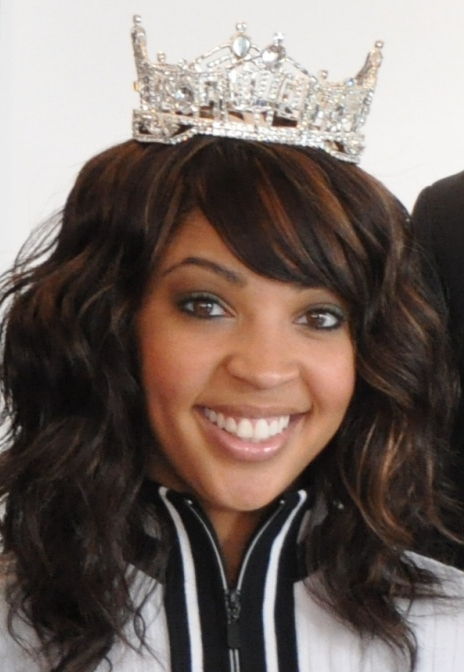
2010年のミス・アメリカ、カレッサ・キャメロン

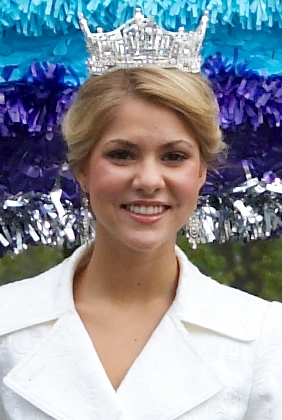
2008年のミス・アメリカ、キルステン・ハグランド

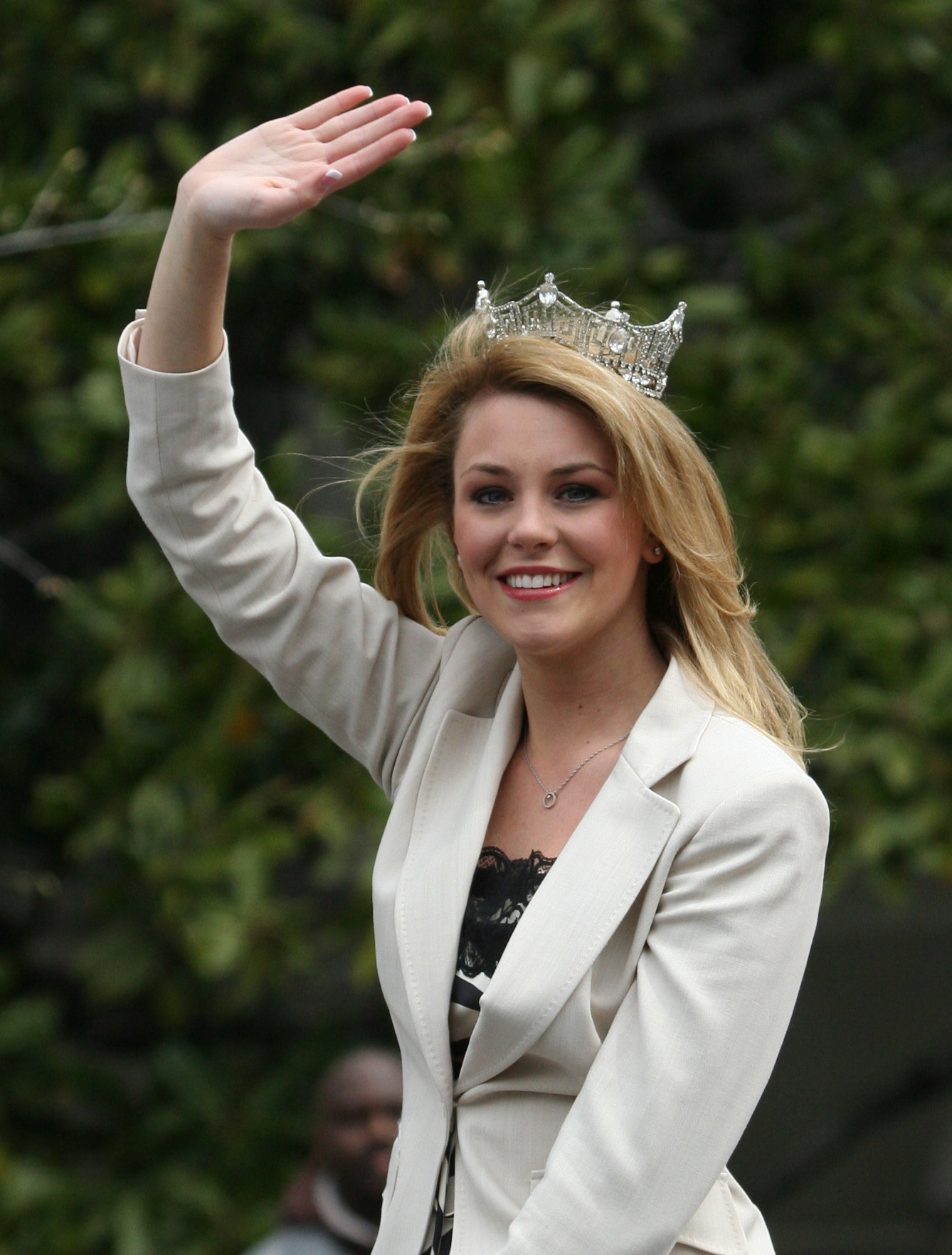
2007年のミス・アメリカ、ローレン・ネルソン

| 年   | ミス・アメリカ                         | 州代表                           |
| ---- | -------------------------------------- | -------------------------------- |
| 1921 | マーガレット・ゴーマン                 | ワシントンD.C.                   |
| 1922 | Mary Katherine Campbell                | オハイオ州コロンバス             |
| 1923 | Mary Katherine Campbell                | オハイオ州コロンバス             |
| 1924 | ルース・マルカムソン                   | ペンシルベニア州フィラデルフィア |
| 1925 | Fay Lanphier                           | カリフォルニア州                 |
| 1926 | ノルマ・スモールウッド                 | オクラホマ州タルサ               |
| 1927 | Lois Delaner                           | イリノイ州                       |
| 1932 | Dorothy Hann                           | ニュージャージー州               |
| 1933 | Marian Bergeron                        | コネティカット州                 |
| 1935 | Henrietta Leaver                       | ペンシルベニア州ピッツバーグ     |
| 1936 | Rose Coyle                             | ペンシルベニア州フィラデルフィア |
| 1937 | Bette Cooper                           | ニュージャージー州               |
| 1938 | Marilyn Meseke                         | オハイオ州                       |
| 1939 | Patricia Donnelly                      | ミシガン州                       |
| 1940 | Frances Marie Burke                    | ペンシルベニア州フィラデルフィア |
| 1941 | ローズマリー・ラプランシュ             | カリフォルニア州                 |
| 1942 | ジョー＝キャロル・デニソン             | テキサス州                       |
| 1943 | Jean Bartel                            | カリフォルニア州                 |
| 1944 | Venus Ramey                            | ワシントンD.C.                   |
| 1945 | Bess Myerson                           | ニューヨーク                     |
| 1946 | Marilyn Buferd                         | カリフォルニア州                 |
| 1947 | Barbara Jo Walker                      | テネシー州メンフィス             |
| 1948 | BeBe Shopp                             | ミネソタ州                       |
| 1949 | Jacque Mercer                          | アリゾナ州                       |
| 1951 | ヨランド・フォックス                   | アラバマ州                       |
| 1952 | Colleen Kay Hutchins                   | ユタ州                           |
| 1953 | Neva Jane Langley                      | ジョージア州                     |
| 1954 | Evelyn Margaret Ay                     | ペンシルベニア州                 |
| 1955 | リー・メリーウェザー                   | カリフォルニア州                 |
| 1956 | Sharon Ritchie                         | コロラド州                       |
| 1957 | マリアン・マックナイト                 | サウスカロライナ州               |
| 1958 | マリリン・ヴァン・ダーバー             | コロラド州デンバー               |
| 1959 | メアリー・アン・モブリー               | ミシシッピ州                     |
| 1960 | Lynda Lee Mead                         | ミシシッピ州                     |
| 1961 | ナンシー・フレミング                   | ミシガン州                       |
| 1962 | マリア・フレッチャー                   | ノースカロライナ州               |
| 1963 | Jacquelyn Mayer                        | オハイオ州                       |
| 1964 | Donna Axum                             | アーカンソー州                   |
| 1965 | Vonda Kay Van Dyke                     | アリゾナ州                       |
| 1966 | Deborah Irene Bryant                   | カンザス州                       |
| 1967 | Jane Anne Jayroe                       | オクラホマ州                     |
| 1968 | Debra Dene Barnes                      | カンザス州                       |
| 1969 | Judith Anne Ford                       | イリノイ州                       |
| 1970 | Pamela Anne Eldred                     | ミシガン州                       |
| 1971 | Phyllis Ann George                     | テキサス州                       |
| 1972 | Laurie Lea Schaefer                    | オハイオ州                       |
| 1973 | Terry Anne Meeuwsen                    | ウィスコンシン州                 |
| 1974 | Rebecca Ann King                       | コロラド州                       |
| 1975 | Shirley Cothran                        | テキサス州                       |
| 1976 | Tawny Elaine Godin                     | ニューヨーク州                   |
| 1977 | Dorothy Kathleen Benham                | ミネソタ州                       |
| 1978 | スーザン・パーキンス                   | オハイオ州                       |
| 1979 | カイリーン・バーカー                   | バージニア州                     |
| 1980 | Cheryl Prewitt                         | ミシシッピ州                     |
| 1981 | スーザン・パウエル                     | オクラホマ州                     |
| 1982 | Elizabeth Ward                         | アーカンソー州                   |
| 1983 | Debra Maffett                          | カリフォルニア州                 |
| 1984 | ヴァネッサ・ウィリアムス               | ニューヨーク州                   |
| 1984 | Suzette Charles                        | ニュージャージー州               |
| 1985 | Sharlene Wells                         | ユタ州                           |
| 1986 | スーザン・アキン                       | ミシシッピ州                     |
| 1987 | Kellye Cash                            | テネシー州メンフィス             |
| 1988 | Kaye Lani Rae Rafko                    | ミシガン州                       |
| 1989 | グレッチェン・カールソン               | ミネソタ州                       |
| 1990 | Debbye Turner                          | ミズーリ州メキシコ               |
| 1991 | マージョリー・ジュディス・ヴィンセント | イリノイ州                       |
| 1992 | Carolyn Suzanne Sapp                   | ハワイ州カイルア・コナ           |
| 1993 | Leanza Cornett                         | フロリダ州ジャクソンビル         |
| 1994 | Kimberly Clarice Aiken                 | サウスカロライナ州               |
| 1995 | ヘザー・ホワイトストーン               | アラバマ州                       |
| 1996 | Shawntel Smith                         | オクラホマ州                     |
| 1997 | タラ・ダウン・クリステンセン           | カンザス州                       |
| 1998 | キャサリン・シャインドル               | イリノイ州                       |
| 1999 | ニコール・ジョンソン                   | バージニア州                     |
| 2000 | ヘザー・フレンチ                       | ケンタッキー州                   |
| 2001 | Angela Perez Baraquio                  | ハワイ州ホノルル市               |
| 2002 | ケーティ・ハーマン                     | オレゴン州                       |
| 2003 | エリカ・ハロルド                       | イリノイ州                       |
| 2004 | エリカ・ダンラップ                     | フロリダ州オーランド             |
| 2005 | ディードラ・ダウンズ                   | アラバマ州バーミングハム         |
| 2006 | ジェニファー・ベリー                   | オクラホマ州タルサ               |
| 2007 | ローレン・ネルソン                     | ロートン, オクラホマ州           |
| 2008 | キルステン・ハグランド                 | ミシガン州ファーミントンヒルズ   |
| 2009 | ケイティ・スタム                       | インディアナ州シーモア           |
| 2010 | カレッサ・キャメロン                   | バージニア州フレデリックスバーグ |
| 2011 | テレサ・スキャンラン                   | ネブラスカ州                     |
| 2012 | ローラ・ケプラー                       | ウィスコンシン州                 |
| 2013 | マロリー・ハイテス・ヘーガン           | ニューヨーク州                   |
| 2014 | ニーナ・ダブラリ                       | ニューヨーク州                   |
| 2015 | キラ・カザンツェフ                     | ニューヨーク州                   |
| 2016 | ベティ・カントレル                     | ジョージア州                     |
| 2017 | サビー・シールズ                       | アーカンソー州                   |
| 2018 | カーラ・マント                         | ノースダコタ州                   |
| 2019 | ニーア・フランクリン                   | ニューヨーク州                   |
| 2020 | カミーユ・シュリエ                     | バージニア州                     |
| 2022 | エマ・ブロイレス                       | アラスカ州                       |
| 2023 | Grace Stanke                           | ウィスコンシン州                 |
| 2024 | マディソン・マーシュ                   | コロラド州                       |
| 2025 | アビー・ストッカード                   | アラバマ州                       |

## 関連映画
- デンジャラス・ビューティー (2001)（およびその続編『デンジャラス・ビューティー2』（2005)）サンドラ・ブロック主演 - ただし、左記の映画の日本語字幕では確かに「ミス・アメリカ」と表記されているが、映画の原語では別のイベントである「Miss United States（英語版）」である。